# Burg Stedebach
Die Burg Stedebach war eine kleine, inzwischen abgegangene, mittelalterliche Niederungsburg vom Typus einer Turmhügelburg (Motte) im Ortsteil Stedebach der Gemeinde Weimar im Landkreis Marburg-Biedenkopf in Hessen.

## Geschichte
Der Ort Stedebach ist urkundlich erstmals 1250/1260 belegt, als ein Güterverzeichnis der Herren von Eppstein die Verlehnung einer „villa“ an Isenrich von Stedebach erwähnt. Diese villa war wohl ein befestigtes Haus im Stil einer Motte, bestand zu diesem Zeitpunkt sicherlich schon längere Zeit und war der Kern, um den sich die kleine Siedlung gebildet hatte. Der genaue Zeitpunkt ihres Baus ist ungewiss, mag aber mit der Aufgabe der nur 600 Meter entfernten, abgegangenen Burg Rickelskopf um das Ende des 10. Jahrhunderts in Verbindung stehen.
Von dieser ersten Burg in Stedebach sind keine Reste erhalten. Wann sie zerstört oder abgebrochen wurde, ist nicht bekannt. Auch ihre genaue Lage ist nicht gesichert; es ist jedoch anzunehmen, dass sie der im 15. Jahrhundert vom Deutschen Orden am Ostrand der Siedlung angelegten (und inzwischen ebenfalls abgegangenen) Wasserburg Stedebach weichen musste.